# روخيليو خواريز
روخيليو خواريز (بالإسبانية: Rogelio Juárez) هو لاعب كرة قدم بنمي في مركز الوسط، ولد في 7 يوليو 1991 في سان ميغيليتو (بنما) في بنما. لعب مع نادي تاورو ‏.